# Гамільтон (Онтаріо)
Га́мільтон (також Га́мілтон) (англ. Hamilton) — місто в провінції Онтаріо, Канада, розташоване на західному березі озера Онтаріо. Місто — частина промислового району, який називають «Золотою підковою» (англ. Golden Horseshoe) — центру сталеплавильного виробництва й промислового виробництва Канади. Гамільтон друге за величиною місто Онтаріо і третій за завантаженістю порт країни.
У Гамільтоні знаходиться відомий університет Мак-Мастера.

## Географія
Через гірську місцевість на березі озера в місті багато водоспадів, і тому воно має прізвисько «столиця водоспадів».

### Клімат
Гамільтон знаходиться в зоні вологого континентального клімату. Влітку через високу вологість температура відчувається на 5-7 градусів вищою, ніж показаник термометра, а взимку через постійні вітри температура відчувається на 5-7 градусів нижчою.

## Історія

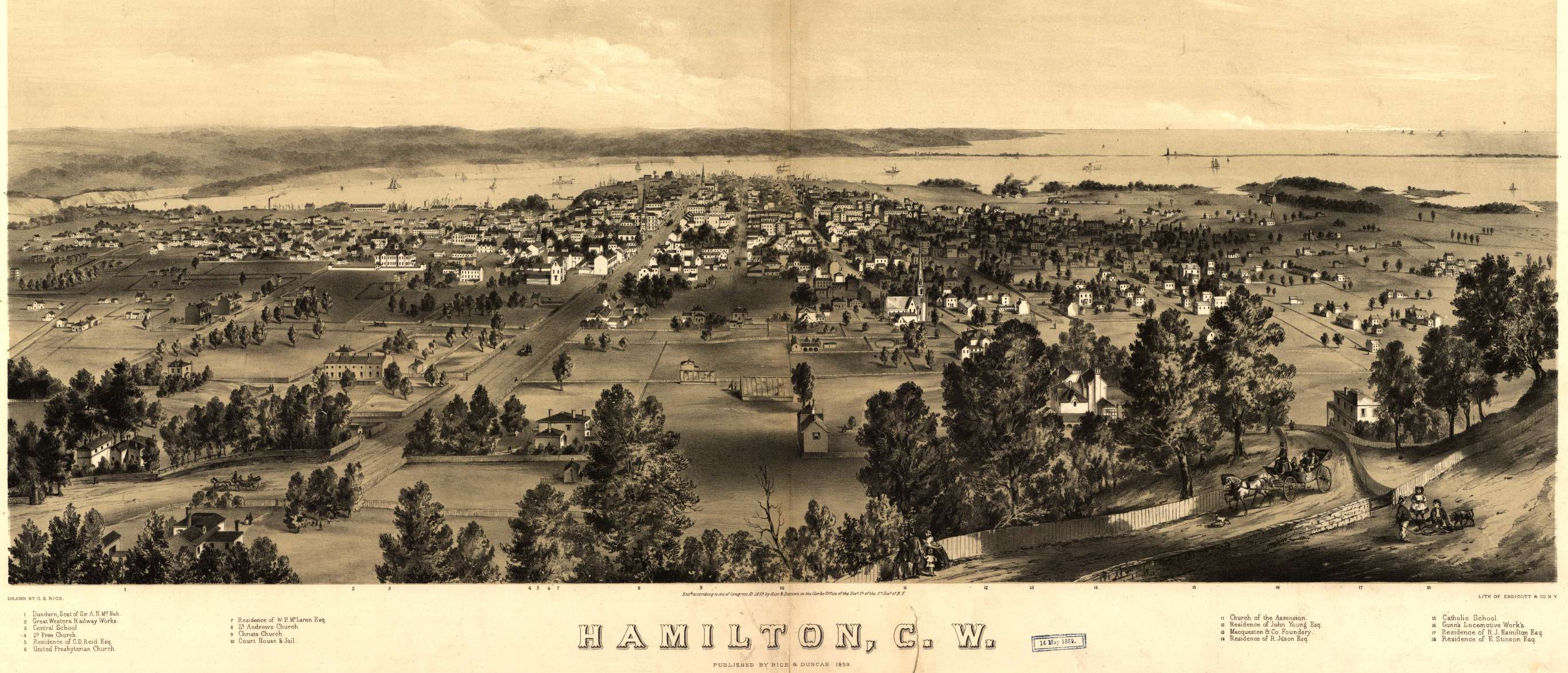
Гамільтон у 1859 році

Місто засноване Джорджем Гамільтоном 9 червня 1846 року, після того як він купив ферму Дюранд, незабаром після війни 1812 року. Джордж Гамільтон був сином відомого в ті часи підприємця Роберта Гамільтона, на честь яких місто і було назване. Місто стало розростатися, стали з'являтися нові адміністративні будівлі, церкви, державна бібліотека, крамниці та в'язниця. Перша канадська комерційна телефонна станція, перша телефонна станція для зв'язку з Великою Британією і друга станція для зв'язку з усією Північною Америкою були встановлені саме в Гамільтоні.

## Спорт
У місті є професійна команда з канадського футболу — Гамільтон Тайґеркетс. Команда грає домашні матчі на стадіоні ім. Айвора Вінна.

## Міста-побратими
- Флінт, США (1957)
- Шавініґан, Канада (1958)
- Мангалур, Індія (1968)
- Фукуяма, Японія (1976)
- Ракальмуто, Італія (1986)
- Мааньшань, КНР (1987)
- Вале Пегіна, Італія (1990)
- Сарасота, США (1991)
- Монтеррей, Мексика (1993)

## Особливості
- Університет Мак-Мастера — (англ. McMaster University)
- Королівський ботанічний сад — (англ. Royal Botanical Gardens, Ontario)
- «Золота підкова» — (англ. Golden Horseshoe)
- Канадський музей військових літаків — (англ. Canadian Warplane Heritage Museum)
- Гемілтон Тайґеркетс — (англ. Hamilton Tiger-Cats)
- Лікарня та Онкологічний центр Джуравінських — їх заснував українсько-канадський меценат Чарльз Джуравінські та його дружина Маргарет

## Відомі люди

### Народились
- Джон Лоуренс Рейнольдс (* 1939) — канадський письменник.
- Мартін Шорт (* 1950) — канадський актор, комік, сценарист, співак і продюсер.
- Еміліо Йовіо (* 1962) — італійський хокеїст.
- Адам Мейр (* 1979) — канадський хокеїст.

## Українці в Гамільтоні

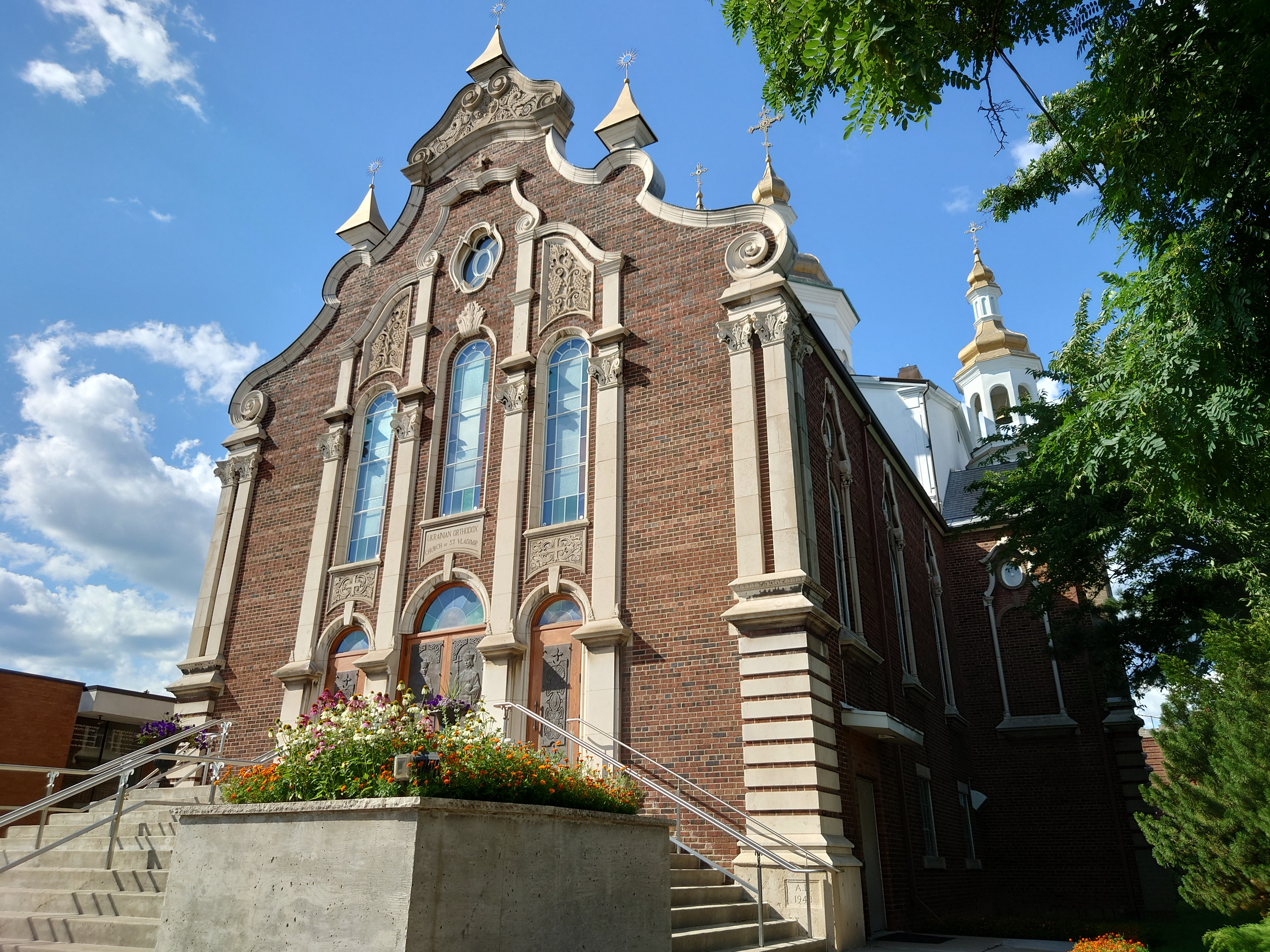
Український православний Собор святого Володимира

### Народились
- Дейв Андрейчук (нар. 1963) — канадський хокеїст українського походження
- Стен Кемп (1924—1999) — канадський хокеїст

### Жили
- Чарльз Джуравінські (1929—2002) — канадський меценат, засновник кількох медичних закладів у Гамільтоні

### Померли
- Плав'юк Микола Васильович (1925−2012) — український політичний і громадський діяч, останній Президент УНР в екзилі (1989—1992), Голова ОУН(м) з 1979 до 2012 року